# István Tarlós

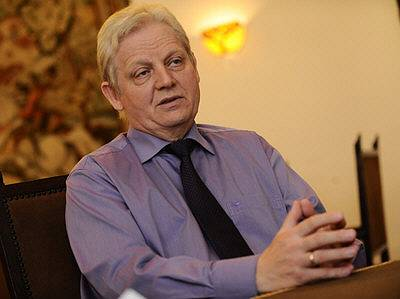
István Tarlós (2014)

István Tarlós (* 26. Mai 1948 in Budapest) ist ein ungarischer Politiker und war von 2010 bis 2019 Oberbürgermeister von Budapest. Zuvor war er von 1990 bis 2006 Bürgermeister des Dritten Budapester Bezirks. Bei der Oberbürgermeisterwahl am 13. Oktober 2019 unterlag er dem Oppositionskandidaten Gergely Karácsony.

## Leben
Tarlós studierte von 1968 bis 1971 an der Technischen Universität Budapest und schloss sein Studium zum Bauingenieur zwei Jahre später in Győr mit dem Diplom ab. Tarlós arbeitete mehr als 15 Jahre lang in der Bauwirtschaft und führte in den späten 1980er Jahren gemeinsam mit seiner Frau Cecília Nagy auch ein Architekturbüro.
Nach der politischen Wende in Ungarn wurde er im Jahr 1989 Mitglied des freiheitlichen Bundes Freier Demokraten und mit Unterstützung von Fidesz 1990 zum Bürgermeister des Dritten Budapester Bezirks gewählt. 1994 verließ er seine Partei, nachdem diese auf nationaler Ebene eine Koalition mit der Ungarischen Sozialistischen Partei eingegangen war. Fortan trat er als parteiloser Kandidat an und wurde mit Unterstützung von Fidesz und der christdemokratischen Christlich-Demokratische Volkspartei (KDNP) dreimal als Bezirksbürgermeister wiedergewählt.
Bei der Oberbürgermeisterwahl am 1. Oktober 2006 trat István Tarlós als gemeinsamer Kandidat von Fidesz und KDNP für das Oberbürgermeisteramt von Budapest an. Er erhielt 45,20 % der Stimmen; Amtsinhaber Gábor Demszky erhielt 46,86 %. Im Gemeinderat der Hauptstadt war er daraufhin von 2006 bis 2010 Vorsitzender der Fidesz-Fraktion. Bei der Oberbürgermeisterwahl am 3. Oktober 2010 erhielt er 53,37 % der Stimmen, Csaba Horváth (MSZP) erhielt 29,47 % der Stimmen.
Während Tarlós' Amtszeit wurde unter anderem die vierte Linie der Metró Budapest in Betrieb genommen. In die Kritik geriet er wegen der umstrittenen Ernennung György Dörners zum Intendanten des Budapester Neuen Theaters und des Vorhabens, 2013 eine Budapester Straße nach der antisemitischen Schriftstellerin Cécile Tormay (für die überdies 2012 eine Büste aufgestellt worden war) zu benennen. Bei der Kommunalwahl am 12. Oktober 2014 wurde Tarlós mit 49,06 % im Amt bestätigt, wobei die folgende Wahlperiode auf fünf Jahre verlängert wurde.
István Tarlós ist Vater dreier erwachsener Kinder und hat sechs Enkel.